# Rather Ripped
Rather Ripped är titeln på Sonic Youths senaste studioalbum som släpptes den 13 juni 2006.
Preliminär albumtitel var innan Do You Believe In Rapture?

## Låtlista
Alla låtar är skrivna av Sonic Youth.
1. Reena - 3:47
2. Incinerate - 4:55
3. Do You Believe In Rapture? - 3:11
4. Sleepin Around - 3:42
5. What A Waste - 3:33
6. Jams Run Free - 3:52
7. Rats - 4:24
8. Turquoise Boy - 6:14
9. Lights Out - 3:32
10. The Neutral - 4:09
11. Pink Steam - 6:57
12. Or - 3:31
13. Helen Lundeberg  - 4:39 (Bonuslåt på brittiska utgåvan)
14. Eyeliner - 5:44 (Bonuslåt på brittiska utgåvan)